# Iskushuban
Iskushuban – miasto w północno-wschodniej Somalii (Puntland); w regionie Bari; 8508 mieszkańców (2005). Jest stolicą okręgu Iskushuban.